# Kaltouma Nadjina
Kaltouma Nadjina  (née le 7 novembre 1977) est une athlète tchadienne, spécialiste des épreuves de sprint.

## [2]Biographie
De 1999 en 2003, elle remporte 5 médailles internationales dont 3 en or et 2 en argent. Au Canada, Kaltouma remporte en tout 45 médailles dont 40 en or et les autres en argent et bronze.
Elle remporte la médaille d'or du 200 mètres et du 400 mètres lors des Championnats d'Afrique 2002, à Tunis, et obtient par ailleurs une médaille d'argent en 2004, et deux médailles de bronze, en 2000 et 2004.
En 2001, elle se classe quatrième du 400 m des championnats du monde en salle de Lisbonne, et cinquième des championnats du monde en plein air d'Edmonton.
Elle décroche cinq médailles d'or aux Jeux de la Francophonie de 2001 à 2009.
Elle participe à trois Jeux olympiques consécutifs et obtient son meilleur résultat en  2004 à Athènes en accédant aux demi-finales du 400 m.
Elle détient les records du Tchad du 100 m, du 200 m, du 400 m et du 800 m.
Au début, Kaltouma Nadjina avait commencé à pratiquer le handball avant d'embrasser l'athlétisme
Parleuse de 6 langues (le français, l'anglais, le Sara, le Gor, le Bedjondd et l'arabe), Kaltouma comprend aussi un peu le portugais et l'italien.

## Palmarès
| Date | Compétition                    | Lieu        | Résultat | Épreuve | Temps   |
| ---- | ------------------------------ | ----------- | -------- | ------- | ------- |
| 2000 | Championnats d'Afrique         | Alger       | 3e       | 400 m   | 52 s 27 |
| 2001 | Championnats du monde en salle | Lisbonne    | 4e       | 400 m   | 52 s 49 |
| 2001 | Championnats du monde          | Edmonton    | 5e       | 400 m   | 50 s 80 |
| 2002 | Championnats d'Afrique         | Tunis       | 1re      | 200 m   | 22 s 80 |
| 2002 | Championnats d'Afrique         | Tunis       | 1re      | 400 m   | 51 s 09 |
| 2004 | Championnats d'Afrique         | Brazzaville | 3e       | 200 m   | 23 s 29 |
| 2004 | Championnats d'Afrique         | Brazzaville | 2e       | 400 m   | 50 s 80 |
| 2009 | Jeux de la Francophonie        | Beyrouth    | 1re      | 200 m   | 23 s 09 |
| 2009 | Jeux de la Francophonie        | Beyrouth    | 1re      | 400 m   | 51 s 04 |

### Records
| Épreuve | Performance | Lieu     | Date         |
| ------- | ----------- | -------- | ------------ |
| 100 m   | 11 s 66     | Calgary  | 19 mai 2001  |
| 200 m   | 22 s 73     | Edmonton | 23 juin 2002 |
| 400 m   | 50 s 38     | Edmonton | 6 août 2001  |